# La Celle-sur-Morin
La Celle-sur-Morin è un comune francese di 1 253 abitanti situato nel dipartimento di Senna e Marna nella regione dell'Île-de-France.

## Storia

### Simboli
Lo stemma del comune di La Celle-sur-Morin si blasona:

## Monumenti e luoghi d'interesse

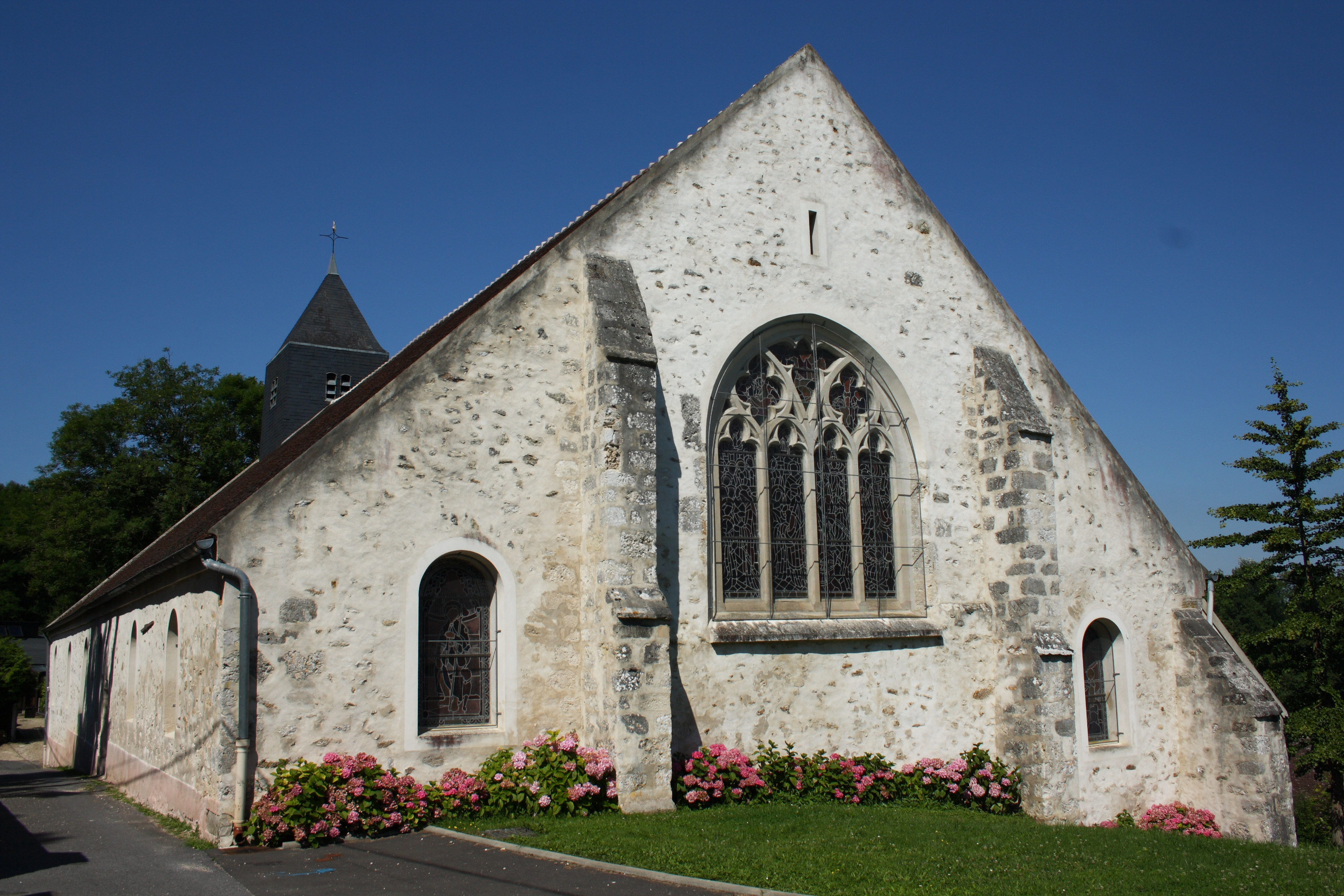
Chiesa di Saint-Sulpice

- Chiesa di Saint-Sulpice, costruita nel XII secolo in stile romanico e restaurata nel XVI secolo.

## Società

### Evoluzione demografica
Abitanti censiti